# A magyar labdarúgó-válogatott mérkőzései 2015-ben
Ez a magyar labdarúgó-válogatott 2015-ös mérkőzéseiről szóló cikk. Kilenc mérkőzés ismert, egy barátságos és nyolc 2016-os Európa-bajnoki selejtező. A szövetségi kapitány 2015. július 20-ig Dárdai Pál volt, majd Bernd Storck vette át a helyét. A válogatott a 2016-os Eb selejtezőjében csoportharmadikként végzett, pótselejtezőt játszott, melynek során Norvégia ellen kiharcolta a részvételt az Európa-bajnokságon.

## Eredmények
894. mérkőzés – 2016-os labdarúgó-Európa-bajnokság-selejtező
| 2015. március 29. 20.45 (CEST) |

| Magyarország                    | 0 – 0                 | Görögország               |
| ------------------------------- | --------------------- | ------------------------- |
| Leandro 10' Elek 55' Pintér 79' | Jegyzőkönyv Részletek | Koné 64' Fetfadzídisz 65' |

| Groupama Aréna, Budapest Nézőszám: 22 000 Játékvezető: Szergej Karaszjov (orosz) |

895. mérkőzés – Barátságos
| 2015. június 5. 18.30 (CEST) |

| Magyarország                                                  | 4 – 0                         | Litvánia |
| ------------------------------------------------------------- | ----------------------------- | -------- |
| Stieber 15' Dzsudzsák 20' Nikolics 29' Priskin 30' Tőzsér 43' | (4 – 0) Jegyzőkönyv Részletek |          |

| Nagyerdei stadion, Debrecen Nézőszám: 5 218 Játékvezető: Miroslav Zelinka (cseh) |

896. mérkőzés – 2016-os labdarúgó-Európa-bajnokság-selejtező
| 2015. június 13. 18.00 (CEST) |

| Finnország                     | 0 – 1                         | Magyarország                                               |
| ------------------------------ | ----------------------------- | ---------------------------------------------------------- |
| Riski 55' Sparv 80' Halsti 81' | (0 – 0) Jegyzőkönyv Részletek | Stieber 82' 83' Lang 56' Gera 64' Dzsudzsák 81' Juhász 81' |

| Olimpiai stadion, Helsinki Nézőszám: 20 434 Játékvezető: Matej Jug (szlovén) |

897. mérkőzés – 2016-os labdarúgó-Európa-bajnokság-selejtező
| 2015. szeptember 4. 20.45 (CEST) |

| Magyarország                      | 0 – 0                 | Románia                                       |
| --------------------------------- | --------------------- | --------------------------------------------- |
| Tőzsér 48' Szalai 62' Leandro 67' | Jegyzőkönyv Részletek | 21' Popa 50' Chiricheș 62' Keșerü 73' Chipciu |

| Groupama Aréna, Budapest Nézőszám: 22 060 Játékvezető: Felix Brych (német) |

898. mérkőzés – 2016-os labdarúgó-Európa-bajnokság-selejtező
| 2015. szeptember 7. 20.45 (CEST) |

| Észak-Írország                                   | 1 – 1                         | Magyarország                                       |
| ------------------------------------------------ | ----------------------------- | -------------------------------------------------- |
| Lafferty 90+3' 10' McLaughlin 72' Baird 81′, 81′ | (0 – 0) Jegyzőkönyv Részletek | Guzmics 74' 19' Leandro 41' Priskin 84' Németh 89' |

| Windsor Park, Belfast Nézőszám: 10 200 Játékvezető: Cüneyt Çakır (török) |

899. mérkőzés – 2016-os labdarúgó-Európa-bajnokság-selejtező
| 2015. október 8. 20.45 (CEST) |

| Magyarország          | 2 – 1                         | Feröer                                            |
| --------------------- | ----------------------------- | ------------------------------------------------- |
| Böde 63' 71' Gera 36' | (0 – 1) Jegyzőkönyv Részletek | 11' Jakobsen 36' Baldvinsson 43′, 90+4′ Gregersen |

| Groupama Aréna, Budapest Nézőszám: 16 165 Játékvezető: Robert Schörgenhofer (osztrák) |

900. mérkőzés – 2016-os labdarúgó-Európa-bajnokság-selejtező
| 2015. október 11. 18.00 (CEST) |

| Görögország                                                                 | 4 – 3                         | Magyarország                                                                |
| --------------------------------------------------------------------------- | ----------------------------- | --------------------------------------------------------------------------- |
| Sztafilídisz 5' Tahcídisz 57' Mítroglu 79' Koné 86' Holévasz 43' Mórasz 44' | (1 – 1) Jegyzőkönyv Részletek | 26' Lovrencsics 55' 75' 45+2' Németh 36' Juhász 42' Elek 78' Böde 89' Fiola |

| Karaiszkákisz Stadion, Pireusz Nézőszám: 9 000 Játékvezető: Ivan Bebek (horvát) Asszisztensek: Tomislav Petrović és Miro Grgić |

901. mérkőzés – 2016-os labdarúgó-Európa-bajnokság-selejtező — pótselejtező
| 2015. november 12. 20.45 |

| Norvégia                    | 0 – 1                         | Magyarország                                    |
| --------------------------- | ----------------------------- | ----------------------------------------------- |
| Tettey 20' Elabdellaoui 65' | (0 – 1) Jegyzőkönyv Részletek | 26' Kleinheisler 23' Gera 34' Kádár 39' Guzmics |

| Ullevaal Stadion, Oslo Nézőszám: 27 182 Játékvezető: Mark Clattenburg (angol) Asszisztensek: Simon Beck és Jake Collin |

902. mérkőzés – 2016-os labdarúgó-Európa-bajnokság-selejtező — pótselejtező
| 2015. november 15. 20.45 |

| Magyarország                                | 2 – 1                         | Norvégia                              |
| ------------------------------------------- | ----------------------------- | ------------------------------------- |
| Priskin 14' Henriksen 83' Nagy 72' Böde 81' | (1 – 0) Jegyzőkönyv Részletek | 87' Henriksen 11' Johansen 65' Forren |

| Groupama Aréna, Budapest Nézőszám: 22 186 Játékvezető: Carlos Velasco Carballo (spanyol) Asszisztensek: Roberto Alonso és Juan Yuste |

| Előző év: 2014 | A magyar labdarúgó-válogatott mérkőzései 2010 és 2019 között | Következő év: 2016 |